# Fondamentale
Con il termine fondamentale si intende una delle tecniche di base di una data disciplina, in particolare sportiva o artistica.
I fondamentali costituiscono quindi le prime tecniche che, a livello didattico e formativo, devono essere acquisite da un praticante, eventualmente insieme alle regole e alle norme comportamentali di base, per poter svolgere una data attività.
Nel gergo sportivo si specifica normalmente se un dato atleta è dotato o meno di "buoni fondamentali", oppure se deve eventualmente migliorare in un dato fondamentale. Di norma, il miglioramento dei fondamentali, sia a livello teorico che pratico, è uno degli scopi delle attività di preparazione e di allenamento, e si affianca all'acquisizione della padronanza delle tecniche avanzate e della tattica.

## Pallacanestro
Nella didattica del basket si considerano di norma 4 fondamentali principali
- palleggio;
- passaggio;
- tiro;
- difesa.

Nel gergo cestistico sono comunque considerati fondamentali, tra gli altri, anche:
- tagliafuori;
- rimbalzo;
- blocco.

## Pallavolo
- palleggio
- bagher
- battuta
- schiacciata
- ricezione
- muro

## Calcio
- calciare la palla (passaggio, tiro, cross)
- controllo della palla (stop, palleggio)
- guidare/condurre la palla (dribbling compreso)
- contrasto
- rimessa laterale
- colpo di testa
- tecnica del (portiere)